# Igreja Matriz de Nossa Senhora da Penha de França (Resende Costa)
Inaugurada em 1749, a Igreja Matriz de Nossa Senhora da Penha de França é um templo e marco religioso na cidade de Resende Costa em Minas Gerais, em homenagem à Maria (mãe de Jesus) ou, como também pode ser nomeada segundo os católicos, Nossa Senhora da Penha de França por ter mostrado-se à  Simão Vela no oeste da espanha, em uma serra denominada Penha de França (Lisboa).[carece de fontes?] No local também são celebradas missas e festas, como por exemplo a celebração da padroeira.

## História

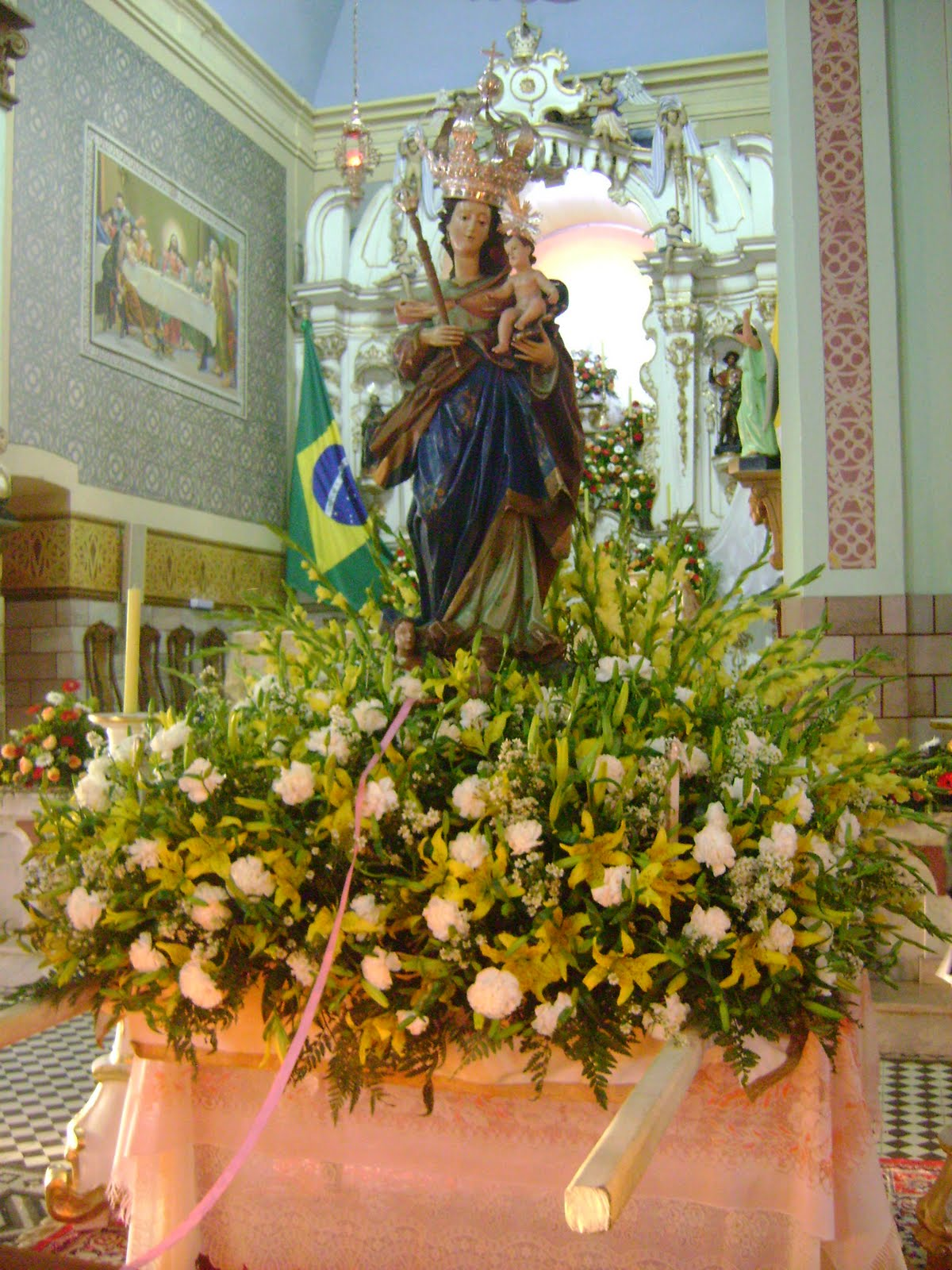
Imagem de Nossa Senhora da Penha de França, venerada em Resende Costa.

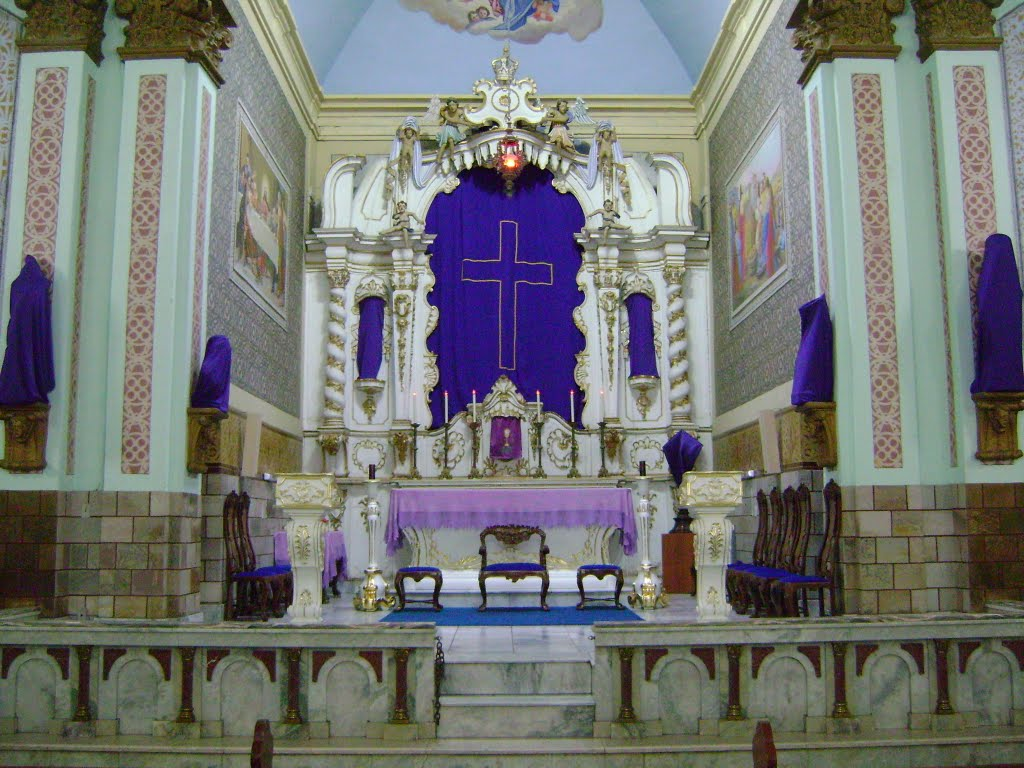
Interior da Matriz de Resende Costa

Em 12 de dezembro de 1749 foi concedida ao fazendeiro João Francisco Malta, proprietário da Fazenda da Lage, provisão expedida pelo então bispo de Mariana, Dom Frei Manuel da Cruz, autorizando a construção de uma capela onde hoje está Resende Costa em Minas Gerais. Junto da igreja, foram edificadas e erguidas, no local onde hoje se encontra o Largo da matriz, algumas casas (aproximadamente oito) de fazendeiros da região, com o objetivo de abrigar as famílias que tinham interesse em participar dos cultos e festas religiosos. Com o passar do tempo e desenvolvimento regional, a população do Arraial da Lage aumentou, em função da mineração e dos tropeiros, viajantes e famílias que buscavam abastecimento na região mineira, acarretando também no crescimento do número de fiéis.[carece de fontes?]

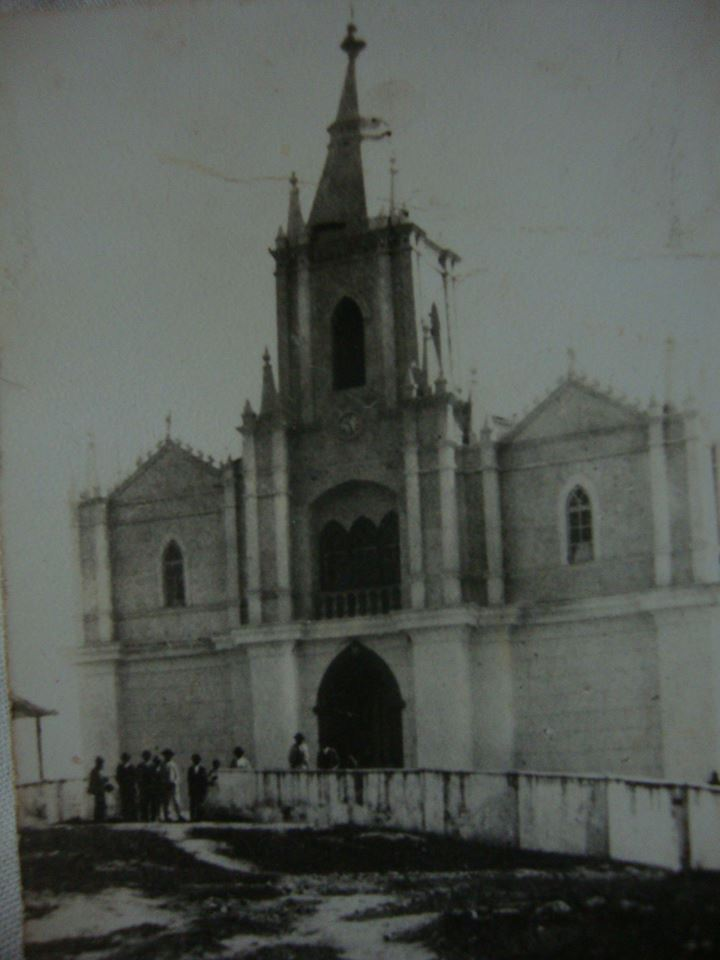
Antiga Igreja Matriz de Resende Costa, demolida no final no final da década de 1930.

Em 3 de abril de 1840 foi decretada a lei de número 184, assinada por Bernardo Jacinto da Veiga, até então presidente de Minas Gerais, a qual promovia a capela à Paróquia. Junto disso, dia 7 de julho do mesmo ano o Padre Joaquim Carlos tomou posse da gestão da Igreja e foi denominado o primeiro pároco do templo, tendo sua gerência encerrada em 1879 com sua morte.[carece de fontes?]
A antiga Capela foi ter sua construção como Igreja Matriz em 1901, sendo finalizada em 1909. Entretanto, por volta de 1950, o então pároco da cidade, padre Heitor, decidiu demolir a Igreja para que se construísse outra no lugar. Mas a falta de recursos não permitiu que a obra fosse concluída tão cedo sendo ela finalizada anos depois, quando Monsenhor Nélson assumiu a paróquia e até hoje ela continua com a mesma arquitetura. Apenas em 2003 a 2005 ela passou por reformas, as quais permitiram a instalação de ventiladores, troca de telhado e bancos e pintura externa e interna. Já em 2009, ocorreram mudanças na iluminação, nos castiçais e no Altar, o que caracterizou a Igreja em um estilo barroco.[carece de fontes?]

## Localização
A Igreja Matriz se localiza na cidade de Resende Costa, em Minas Gerais. Antes de ter ganho sua autonomia como município junto ao nome, Resende Costa era conhecida como Arraial da Lage e sua economia desenvolveu-se a partir da produção de manteiga, calçados, arreios, aguardentes e açúcar, sendo que hoje em dia ela é mantida pelo artesanato têxtil.

## Movimentos e associações
Atualmente a Paróquia de Nossa Senhora da Penha de França mantém diversos movimentos e associações religiosas, tais como: Apostolado da Oração, Catequese, Coroinhas, Congregação Mariana, Equipe de Liturgia, Encontro de Casais com Cristo – ECC -, Irmandade do Rosário, Irmandade do Santíssimo Sacramento, Irmandade do Perpétuo Socorro, Ministros da Eucaristia, Movimento Familiar Cristão – MFC -, Movimento de Cursilho, Movimento Mãe Rainha, Pastoral do Dízimo, Pastoral da Saúde, Pastoral da Esperança, Pastoral Carcerária, Pastoral Vocacional, Renovação Carismática, Grupo de Jovens Shalom, Sociedade São Vicente de Paulo – SSVP – e Terço dos Homens.[carece de fontes?]